# Joachim Andersen
Joachim Christian Andersen (* 31. května 1996 Frederiksberg) je dánský profesionální fotbalista, který hraje na pozici středního obránce za anglický klub Crystal Palace FC a za dánský národní tým.

## Klubová kariéra
Andersen mezi lety 2000 a 2009 hrával v akademii klubu Greve Fodbold. Následně se připojil do akademie FC Kodaň, ve které strávil dva roky před odchodem do Midtjyllandu.

### Twente
V dubnu 2013, před svým soutěžním debutem v dresu Midtjyllandu, se přesunul do nizozemského Twente.
Svého debutu v klubu se dočkal 7. března 2015, když odehrál závěrečných 20 minut utkání proti Willem II. O týden později podepsal smlouvu s klubem do léta 2018. 22. března se objevil poprvé v základní sestavě Twente, a to v ligovém zápase proti Groningenu; při remíze 2:2 vstřelil svoji první soutěžní branku v kariéře. V roce 2015 získal ocenění pro nejlepšího dánského fotbalistu do 19 let.
V podzimní části sezóny 2015/16 se stal stabilním členem základní sestavy Twente, když utvořil stoperskou dvojici s Brazilcem Brunem Uvinim, který byl v klubu na sezónním hostování z italské Neapole.
Do sezóny 2016/17 nastoupil jako člen základní jedenáctky, ve které stál po boku Peeta Bijena. Ze sestavy jej vyřadilo až zranění ramene, které utrpěl v ligovém utkání proti ADO Den Haag 17. září 2016. Do základní sestavy se vrátil až 17. prosince, a to v zápase proti AZ Alkmaar.

### Sampdoria
Dne 26. srpna 2017 přestoupil Andersen do italského klubu hrajícího Serii A Sampdorie Janov. Do sezóny vstoupil až jako stoper číslo čtyři, a to za Matíasem Silvestrem, Vascem Reginim a Gianem Marcem Ferrarim.
Na svůj debut v italské nejvyšší soutěži si musel Andersen počkat až do února 2018, kdy odehrál posledních 5 minut utkání proti Udinese. Do základní sestavy poprvé nakouknul 3. dubna, když odehrál celé utkání proti Atalantě. Stabilním členem základní sestavy se stal na konci sezóny 2017/18, ve které odehrál celkem 8 soutěžních utkání.
V sezóně 2018/19 vynechal do svého zranění, které utrpěl na konci dubna 2019, jediné ligové utkání. V listopadu 2018 prodloužil s klubem smlouvu až do létě 2022.

### Lyon
Dne 12. července 2019 přestoupil Andersen do francouzského klubu Olympique Lyon za částku okolo 30 milionů euro (nejdražší příchod do klubu a zároveň nejdražší přestup dánského fotbalisty). S klubem podepsal pětiletou smlouvu. V dresu Lyonu debutoval 9. srpna v prvním kole ligové sezóny proti AS Monaco FC.
2. října debutoval Andersen v evropských pohárech, a to v zápase základní skupiny Ligy mistrů proti RB Leipzig. 11. listopadu vstřelil svůj první gól v milionářské soutěži, a zároveň také první v dresu Lyonu, a to do sítě Benficy při výhře 3:1.
Ve své jediné sezóně úplné sezóně, kterou odehrál v Lyonu, nastoupil do 32 soutěžních zápasů, ve kterých vstřelil 2 branky. V létě 2020 ztratil místo v základní sestavě v konkurenci Jasona Denayera, Marcela a Sinalyho Diomandého a kvůli přechodu na čtyřobráncový systém, a požádal tak klub o svolení k odchodu.

#### Fulham (hostování)
Dne 5. října 2020 odešel Andersen na roční hostování do londýnského Fulhamu, který hrál anglickou Premier League. V klubu debutoval 2. listopadu, když se objevil v základní sestavě ligového utkání proti West Bromu ve stoperské dvojici s Tosinem Adarabioyem. Ve zbytku sezóny Andersen nevynechal žádný ligový zápas a při absenci obvyklého kapitána Toma Cairneyho vedl Fulham jako kapitán.
Dne 19. prosince 2020 byl Andersen vyloučen v zápase proti Newcastlu United po obdržení druhé žluté karty, kterou dostal po souboji v penaltovém území s Callumem Wilsonem. Trest za červenou kartu byl však po zápase zrušen anglickou fotbalovou asociací. V únoru 2021 byl za své výkony odměněn nominací na ocenění pro nejlepšího hráče měsíce Premier League (ocenění však získal İlkay Gündoğan). 19. března 2021 vstřelil Andersen svůj první gól v dresu Fulhamu, a to při prohře 1:2 proti Leedsu United. V sezóně nastoupil do 31 ligových utkání. I přes povedené individuální výkony nedokázal zabránit sestupu Fulhamu do EFL Championship.

### Crystal Palace
Andersen se po návratu z hostování ve Fulhamu rozhodl opustit Lyon na trvalo. V červenci 2021 byl oznámen jeho přestup do jiného londýnského celku, do Crystal Palace, a to za částku okolo 20 milionů euro. Dánský reprezentant podepsal v klubu pětiletý kontrakt. Debutoval hned v prvním kole ročníku 2021/22 proti Chelsea, když v 57. minutě vystřídal Jeffreyho Schluppa. Do druhého ligového zápasu, proti Brentfordu, nastoupil již v základní sestavě ve stoperské dvojici s Marcem Guéhim a svým výkonem pomohl k udržení čistého konta při remíze 0:0. Brzy po svém příchodu do klubu se zabydlel v základní sestavě, ve které jej trenér Patrick Vieira upřednostňoval před Jamesem Tomkinsem.

## Reprezentační kariéra
Bývalý mládežnický reprezentant Andersen si odbyl svůj debut v seniorské reprezentaci Dánska 15. října 2019, když v 83. minutě přátelského utkání proti Lucembursku vystřídal Simona Kjæra. Své první soutěžní utkání v reprezentačním dresu odehrál 25. března 2021, když nastoupil do utkání kvalifikace na mistrovství světa proti Izraeli, a o tři dny později se poprvé objevil v základní sestavě při výhře 8:0 nad Moldavskem.
V květnu 2021 byl Andersen nominován na závěrečný turnaj Euro 2020. I přestože nenastoupil do žádného ze tří zápasů základní skupiny, tak si odbyl svůj debut na turnaji v osmifinále proti Walesu (výhra 4:0), když v 77. minutě vystřídal zraněného Simona Kjæra. Objevil se i ve čtvrtfinálovém utkání proti Česku (výhra 2:1) a v semifinále proti Anglii (prohra 1:2 po prodloužení).

## Statistiky

### Klubové
K 5. srpnu 2022
| Klub           | Sezóna  | Liga           | Liga   | Liga | Národní pohár | Národní pohár | Ligový pohár | Ligový pohár | Evropské poháry | Evropské poháry | Celkem | Celkem |
| Klub           | Sezóna  | Liga           | Zápasy | Góly | Zápasy        | Góly          | Zápasy       | Góly         | Zápasy          | Góly            | Zápasy | Góly   |
| -------------- | ------- | -------------- | ------ | ---- | ------------- | ------------- | ------------ | ------------ | --------------- | --------------- | ------ | ------ |
| Twente         | 2014/15 | Eredivisie     | 7      | 1    | 1             | 0             | —            | —            | —               | —               | 8      | 1      |
| Twente         | 2015/16 | Eredivisie     | 18     | 1    | 0             | 0             | —            | —            | —               | 18              | 1      |        |
| Twente         | 2016/17 | Eredivisie     | 22     | 2    | 0             | 0             | —            | —            | —               | 22              | 2      |        |
| Twente         | 2017/18 | Eredivisie     | 2      | 0    | 0             | 0             | —            | —            | —               | 2               | 0      |        |
| Twente         | Celkem  | Celkem         | 49     | 4    | 1             | 0             | —            | —            | —               | —               | 50     | 4      |
| Sampdoria      | 2017/18 | Serie A        | 7      | 0    | 1             | 0             | —            | —            | —               | —               | 8      | 0      |
| Sampdoria      | 2018/19 | Serie A        | 32     | 0    | 2             | 0             | —            | —            | —               | —               | 34     | 0      |
| Sampdoria      | Celkem  | Celkem         | 39     | 0    | 3             | 0             | —            | —            | —               | —               | 42     | 0      |
| Lyon           | 2019/20 | Ligue 1        | 18     | 1    | 4             | 0             | 4            | 0            | 6               | 1               | 32     | 2      |
| Lyon           | 2020/21 | Ligue 1        | 3      | 0    | 0             | 0             | —            | —            | 0               | 0               | 3      | 0      |
| Lyon           | Celkem  | Celkem         | 21     | 1    | 4             | 0             | 4            | 0            | 6               | 1               | 35     | 2      |
| Fulham (host.) | 2020/21 | Premier League | 31     | 1    | 0             | 0             | —            | —            | —               | —               | 31     | 1      |
| Crystal Palace | 2021/22 | Premier League | 34     | 0    | 4             | 0             | 1            | 0            | —               | —               | 39     | 0      |
| Crystal Palace | 2022/23 | Premier League | 1      | 0    | 0             | 0             | 1            | 0            | —               | —               | 1      | 0      |
| Crystal Palace | Celkem  | Celkem         | 35     | 0    | 4             | 0             | 1            | 0            | —               | —               | 40     | 0      |
| Celkem         | Celkem  | Celkem         | 175    | 6    | 12            | 0             | 5            | 0            | 6               | 1               | 198    | 7      |

### Reprezentační
K 13. červnu 2022
| Dánsko | Dánsko | Dánsko |
| Rok    | Zápasy | Góly   |
| ------ | ------ | ------ |
| 2019   | 1      | 0      |
| 2021   | 10     | 0      |
| 2022   | 6      | 0      |
| Celkem | 17     | 0      |

## Ocenění

### Klubové

#### Lyon
- Coupe de la Ligue: 2019/20 (druhé místo)[44]